# Евсеев, Алексей Михайлович
Алексей Михайлович Евсеев (22 марта 1979) — российский футболист, нападающий.
Воспитанник ФШМ «Торпедо» Москва. В первенстве России на профессиональном уровне играл за команды третьей лиги (1997) и второго дивизиона (1998, 2003, 2006—2007) «Монолит» Москва (1997—1998), «Мосэнерго» Москва (2003), «Фортуна» Мытищи (2006), «Зеленоград» Москва (2007). В 2004 году в составе МТЗ-РИПО Минск сыграл 10 матчей, забил один гол в чемпионате Белоруссии.
Значительную часть карьеры провёл в любительском первенстве КФК/ЛФЛ/третьем дивизионе в составе клубов «Звезда»/«Спартак-Звезда» Щёлково (1999—2000), «Крылья Советов» Москва (2002), «Ока» Ступино (2005, 2007—2016).
Игрок первенства ЛФЛ 8х8.